# Joan Salomó
Joan Salomó Téllez (ur. 20 grudnia 1983) – hiszpański piłkarz, napastnik, występujący w andorskim klubie UE Santa Coloma.